# 柏山町
柏山町（かしわやままち）は、福島県郡山市に所在する町丁である。郵便番号は963-0202。

## 地理
郡山市中西部の行政区である大槻町に属する。北で大槻町、東で亀田、南東角で島、南で堤、西で土瓜とそれぞれ隣接する。郡山西部第一土地区画整理事業実施区域の最北部であり、市道柏山町土瓜一丁目線以北に位置する。北隣の大槻町に所在する福島県立郡山高等学校の敷地が大きく当区域に食い込み、東西両側が市道片側車線分の幅でのみかろうじて繋がる縊れた形状の区画である。大槻町に所在する郡山警察署大槻交番、および大槻町に所在する郡山消防署大槻基幹分署がそれぞれ管轄にあたる。

## 世帯数と人口
2024年1月1日現在の世帯数と人口は以下の通りである。
| 町丁   | 世帯数  | 人口  |
| ------ | ------- | ----- |
| 柏山町 | 112世帯 | 247人 |

## 小・中学校の学区
市立小・中学校に通う場合、学区は以下の通りとなる。
| 番地     | 小学校               | 中学校                 |
| -------- | -------------------- | ---------------------- |
| 5～49番  | 郡山市立桑野小学校   | 郡山市立郡山第六中学校 |
| 50～88番 | 郡山市立小山田小学校 | 郡山市立大槻中学校     |

## 交通

### 道路
- 国道4号あさか野バイパス
- 一級市道69号静町大徳南線（コスモス通り）

## 施設等
- 西部公園